# Caroline Weynants
Caroline Weynants est une soprano belge, née en 1977 à Namur.

## Biographie

### Formation
Née en 1977 à Namur, Caroline Weynants passe les dix premières années de sa vie au Zaïre et au Burundi.
À l'âge de 10 ans, elle commence sa formation musicale au sein du chœur de jeunes de Namur La Choraline sous la direction de Benoit Giaux. Elle travaille aussi sa voix par des cours de chant particuliers avec Brigitte Chevigné. En 1996, elle entre au Conservatoire royal de Liège dans la classe de Greta De Reyghere. Elle obtient successivement un premier prix de chant-concert (1999), un premier prix de musique de chambre (2000, classe de Jean-Pierre Peuvion) et un prix supérieur de chant-concert (2003).

### Carrière
Parallèlement à ses études, elle entre dès 1998 au Chœur de chambre de Namur où elle se produit comme choriste et soliste dans divers répertoires sous la direction de nombreux chefs (Marc Minkowski, Sigiswald Kuijken, Wieland Kuijken, Jean Tubéry, Jean-Claude Malgoire, Guy van Waas, Frieder Bernius, Paul Dombrecht, Patrick Davin, Philippe Pierlot, Leonardo García Alarcón). 
Elle se produit et enregistre les œuvres de divers compositeurs avec des ensembles de renommée internationale. Avec Les Agrémens, sous la direction de Guy van Waas, elle participe à différentes cantates et à la Passion selon Saint Jean de Bach, au Dixit Dominus, à différentes cantates et à Aci Galatea e Polifemo de Haendel, au Salve Regina de Haydn, à l'Exultate Jubilate de Mozart et au Céphale et Procris d'André Grétry. Avec La Fenice (dir. Jean Tubéry), elle interprète Cavalieri (la Rapprezentatione di anima e di corpo au Théâtre de La Monnaie), Carissimi (Jephte, I naviganti, la Messe) et Monteverdi (Orfeo). Avec Il Fondamento (dir. Paul Dombrecht), elle travaille Haendel (Israel en Égypte), Telemann (duo cantate de Noël), Bach (Passion selon Saint Jean). Avec Il Gardellino (dir. Marcel Ponseele, Jan De Winne), elle interprète des cantates de Bach, Telemann, Graupner. Elle chante aussi avec l'ensemble Vox Luminis (dir. Lionel Meunier) et La Cetra d'Orfeo (dir. Michel Keustermans).
Depuis 2011, elle fait partie de l'Ensemble Correspondances de Sébastien Daucé.
Elle est présente dans de grands festivals européens : Ambronnay, Beaune, Versailles (Centre de musique baroque), Bourg-en-Bresse, Lyon, Lessay, Sablé, La Chaise Dieu, Périgueux, Festival des Flandres, Festival de Wallonie.

## Discographie sélective
| Année | Titre                                                                                   | Direction               | Label               |
| ----- | --------------------------------------------------------------------------------------- | ----------------------- | ------------------- |
| 2014  | Reinhard Keiser: Brockes-Passion                                                        | Peter Van Heyghen       | Ramée               |
| 2014  | Etienne Moulinié: Meslanges pour la Chapelle d'un Prince                                | Sébastien Daucé         | Harmonia Mundi      |
| 2013  | Marc-Antoine Charpentier: Litanies de la Vierge - Motets pour la Maison de Guise        | Sébastien Daucé         | Harmonia Mundi      |
| 2012  | Michelangelo Falvetti: Nabucco                                                          | Leonardo García Alarcón | AMBRONNAY           |
| 2011  | Antoine Boësset: L'Archange & le Lys - Messe & motets                                   | Sébastien Daucé         | Zig-Zag Territoires |
| 2011  | Vivaldi: Vespro a San Marco                                                             | Leonardo García Alarcón | AMBRONNAY           |
| 2011  | De Profundis                                                                            | Marcel Ponseele         | Passacaille         |
| 2011  | Henry du Mont: Pour les dames religieuses                                               | Bruno Boterf            | Ricercar            |
| 2011  | Michelangelo Falvetti: Il Diluvio Universale                                            | Leonardo García Alarcón | AMBRONNAY           |
| 2010  | Henry du Mont: Cantica Sacra                                                            | Bruno Boterf            | Ricercar            |
| 2010  | Desire                                                                                  | Marcel Ponseele         | Passacaille         |
| 2008  | François-Auguste Gevaert: Christmas Mass "Puer Natus est Nobis"; Christmas Choral Music | Thibaut Lenaerts        | Fuga Libera         |
| 2007  | Johann Sebastian Bach: Weihnachtskantaten                                               | Jean Tubéry             | Ricercar            |
| 2006  | Giacomo Carissimi: Vanitas Vanitatum                                                    | Jean Tubéry             | cyprès              |

## Récompenses
Namuroise de l'année 2004 dans la catégorie Jeunes Talents pour sa prestation au Festival Musical de Namur